# Demonax apicipennis
Demonax apicipennis är en skalbaggsart som beskrevs av Dauber 2004. Demonax apicipennis ingår i släktet Demonax och familjen långhorningar.
Artens utbredningsområde är Sulawesi. Inga underarter finns listade i Catalogue of Life.